# Mann (raper)
Mann, właśc. Dijon Shariff Thames-Williams (ur. 17 lipca 1991 w Los Angeles) – amerykański raper oraz autor tekstów piosenek hip-hop, rap oraz pop.

## Życiorys
Opracowano na podstawie źródła.
Urodził się w Los Angeles w czasie, kiedy panował rozkwit gangsterskiej muzyki na zachodnim wybrzeżu USA. Jednak Dijon zawsze odstawał od grupy rówieśników, która była zafascynowana tym nurtem. Bardziej interesowała go sztuka niż porachunki gangów na osiedlu. Kiedy presja była zbyt duża i jego koledzy proponowali mu noszenie broni, odizolował się i rozpoczął naukę z dala od tego środowiska. Dijon od małego był zainteresowany w różnych występach, zawsze przyciągał swoją uwagę. Poza różnymi klipami i reklamami, w wieku 5 lat dostał małe role filmowe m.in. w „Married and Children” i „Ghosts of Mississippi”. Z wiekiem coraz bardziej zafascynowany był tworzeniem muzyki. Wspólnie z przyjaciółmi z AGC, Dockiem i Chettah, założył grupę La Boyz. Dzięki występom w Fly Guy Show został zauważony przez producentów, m.in. przez znanego producenta muzyki R&B, J.R. Rotem. Utwór Jerkin otworzył mu drogę do współpracy z takimi wykonawcami jak Sean Kingston czy Jason Derülo. Z tym drugim nagrał piosenkę zatytułowaną Text, która znalazła się na wielu notowaniach. Ostatnio, dzięki współpracy z Def Jam, nagrał piosenkę Buzzin' z 50 Centem, która coraz przybiera na popularności. Współpracował również z Big Time Rush, czego efektem jest piosenka Music Sounds Better With U znajdująca się na krążku BTR- Elevate.

## Dyskografia

### Albumy studyjne
- Mann’s World (2011)[4]
- Freshman on Versitary EP[5]

### Z La Boyz
- We Freakin Tyte Vol. 1
- Official In The House Vol. 1
- Official In The House Vol. 2

### Single
| Year                                    | Title                                      | Peak chart positions | Peak chart positions | Peak chart positions | Peak chart positions | Peak chart positions | Album        |
| Year                                    | Title                                      | US                   | US R&B               | US Rap               | IRE                  | UK                   | Album        |
| --------------------------------------- | ------------------------------------------ | -------------------- | -------------------- | -------------------- | -------------------- | -------------------- | ------------ |
| 2008                                    | "Ghetto Girl" (featuring Sean Kingston)    | –                    | –                    | –                    | –                    | —                    | Mann’s World |
| 2010                                    | "Text" (featuring Jason Derülo)            | –                    | –                    | –                    | –                    | —                    | Mann’s World |
| 2010                                    | "Buzzin’" (featuring 50 Cent)              | 61                   | 70                   | 13                   | 20                   | 6                    | Mann’s World |
| 2011                                    | "The Mack" (featuring Iyaz and Snoop Dogg) | –                    | –                    | –                    | –                    | 42                   | Mann’s World |
| "—" oznacza, że utwór nie był notowany. |                                            |                      |                      |                      |                      |                      |              |